# Novakî, Polonne
Novakî (în ucraineană Новаки) este un sat în comuna Burtîn din raionul Polonne, regiunea Hmelnîțkîi, Ucraina.

## Demografie
Componența lingvistică a localității Novakî
     Ucraineană (98,7%)
     Rusă (1,3%)
Conform recensământului din 2001, majoritatea populației localității Novakî era vorbitoare de ucraineană (98,7%), existând în minoritate și vorbitori de rusă (1,3%).